# HMS Oribi (G66)
HMS Oribi (G66) là một tàu khu trục lớp O được Hải quân Hoàng gia Anh Quốc chế tạo vào năm 1939 do Chiến tranh Thế giới thứ hai bùng nổ. Sống sót qua cuộc chiến tranh, nó được Hải quân Thổ Nhĩ Kỳ mua lại năm 1946 như là chiếc Gayret và phục vụ cho đến năm 1965.

## Thiết kế và chế tạo
Oribi được đặt hàng trong Chương trình Khẩn cấp Chiến tranh cho hãng Fairfield Shipbuilding and Engineering Company, tại Govan, Scotland vào ngày 3 tháng 9 năm 1939. Nguyên được dự định mang tên HMS Observer, nó được đổi tên thành HMS Oribi do một nguyên nhân không rõ. Con tàu được đặt lườn vào ngày 15 tháng 1 năm 1940 và hạ thủy vào ngày 14 tháng 1 năm 1941. Nó được nhập biên chế cùng Hải quân Anh vào ngày 5 tháng 7 năm 1941.

## Lịch sử hoạt động
Oribi là một trong số các tàu khu trục đã hỗ trợ cho Chiến dịch Claymore, cuộc đột kích của lực lượng Commando lên đảo Lofoten vào tháng 3 năm 1941 khi đã bắn phá hòn đảo và tấn công tàu bè Đức trong nơi neo đậu ẩn nấp. Nó cũng giúp di tản công dân Na Uy sau cuộc đột kích để tránh sự chiếm đóng của Đức Quốc xã.
Oribi đã hoạt động rộng rãi trong việc hộ tống bảo vệ các Đoàn tàu vận tải Bắc Cực và Bắc Đại Tây Dương trong Chiến tranh Thế giới thứ hai. Chúng bao gồm Đoàn tàu ONS 5 vào tháng 5 năm 1943, vốn được xem là một bước ngoặt quyết định suốt trong Trận Đại Tây Dương.
Sau chiến tranh, nó được Hải quân Thổ Nhĩ Kỳ mua lại năm 1946, đổi tên thành Gayret và phục vụ cho đến năm 1965.